# Hüttau
Hüttau ist eine Gemeinde mit 1486 Einwohnern (Stand 1. Jänner 2024) im Bezirk St. Johann (Pongau), Land Salzburg in Österreich.

## Geografie

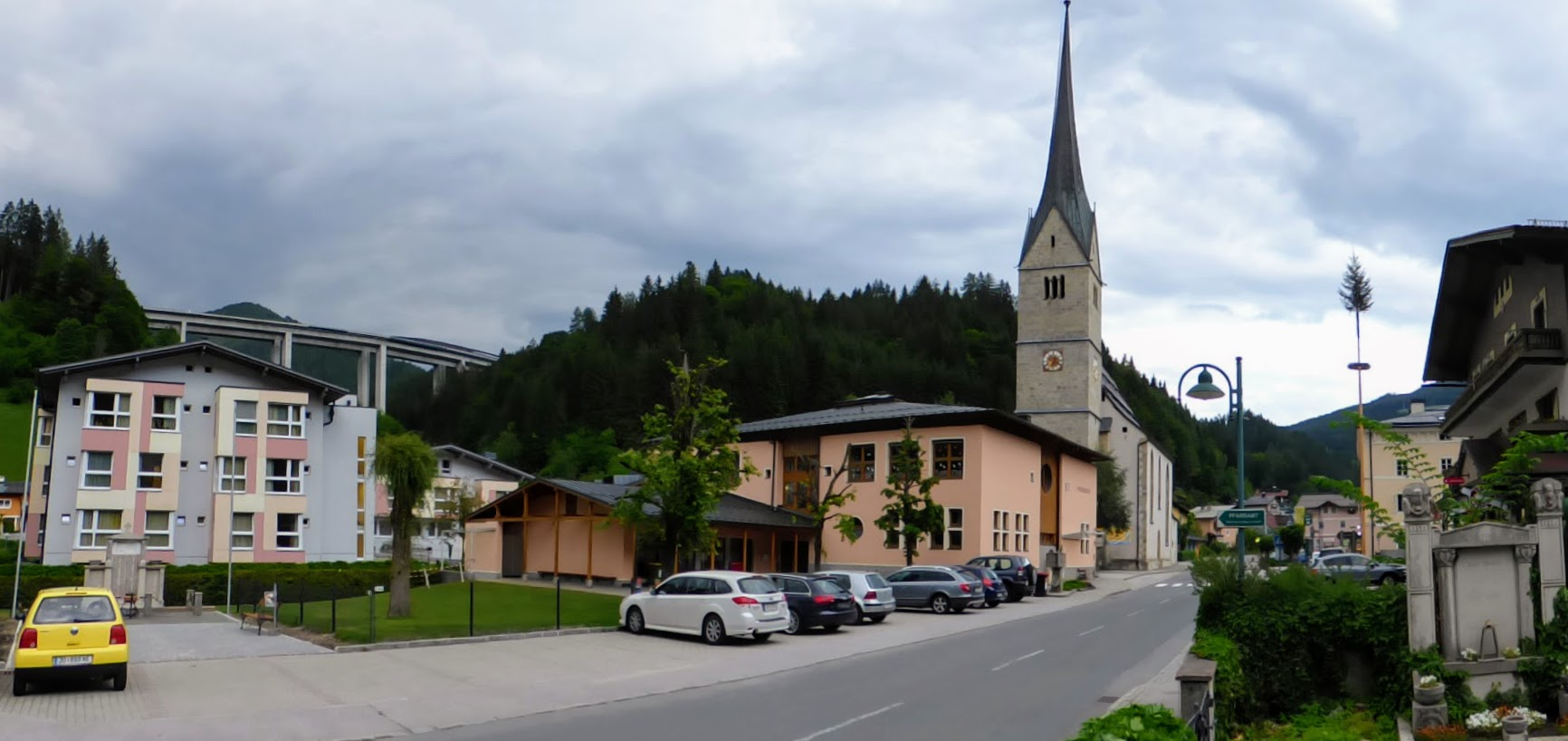
Ortszentrum von Hüttau

Die Gemeinde liegt im Fritztal im Salzburger Land. Dabei bildet die Talung das Übergangsgebiet zwischen dem Salzburger Salzachpongau (an der Salzach um Bischofshofen und St. Johann) und dem Ennspongau (an der oberen Enns um Altenmarkt und Radstadt), wie auch dem schon zum Tennengau (Bezirk Hallein) zählenden Lammertal, das über die Talwasserscheide von St. Martin und den St. Martinsbach verbunden ist.
Das Hüttauer Gemeindegebiet erstreckt sich sowohl rechts im Tal nordwärts die Südabdachung des Tennengebirges (Nördliche Kalkalpen) hinauf, wie auch links (südlich) an das Hochgründeck (1827 m ü. A.) der Fritztaler Berge (Salzburger Schieferalpen). Hüttau hat keinen Anteil am Hochgebirge, das Gemeindegebiet liegt in den mittelgebirgigen Zwischenalpen, die zwischen Kalk- und Zentralalpen (Alpenhauptkamm der Tauern) liegen.

### Gemeindegliederung
Das Gemeindegebiet umfasst folgende vier Katastralgemeinden und fünf Ortschaften (in Klammern Einwohnerzahl Stand 1. Jänner 2024):
- Hüttau – Hauptort im Fritztal am Larzenbach[2] und die linke Talseite talauswärts, dem Fritzerberg (414)
- Iglsbach – linke Talseite bei Hüttau (gehört zur KG Hüttau, 84)
- Sonnhalb – rechte Talseite talauswärts von Hüttau (126)
- Sonnberg – rechte Talseite taleinwärts von Hüttau bis Niedernfritz am unteren St. Martinsbach (704)
- Bairau  – linke Talseite taleinwärts bei Hüttau und Niedernfritz (158)

Einziger Zählsprengel ist Hüttau.
Die Gemeinde gehörte bis 2004 zum Gerichtsbezirk Radstadt und ist seit dem 1. Jänner 2005 Teil des Gerichtsbezirks Sankt Johann im Pongau.

### Nachbargemeinden
| Werfenweng           |                                             | St. Martin am Tennengebirge |
| Bischofshofen        | Kompassrose, die auf Nachbargemeinden zeigt | Eben im Pongau              |
| St. Johann im Pongau | Wagrain                                     | Flachau                     |

## Geschichte
Schon 1074 hatte Erzbischof Gebhard das Fritztal der Salzburger Ausgründung Stift Admont übergeben, urkundlich erwähnt wurde der Ort erstmals 1325 (Admonter Stiftsurbar).
Im 16. bis 19. Jahrhundert war der Ort geprägt durch Bergbau und Hüttenwerke. Der Ortsname wird als Au an der Hütte gedeutet.
Hüttau, Iglsbach und Sonnhalb gehörten von alters her zum Gericht Werfen, Bairau und Sonnberg aber zur Hofmark Wagrain und damit zum Gericht Radstadt.
1686 wurde ein eigener Seelsorgebezirk Hüttau von Pfarrwerfen eingerichtet, seinerzeit mit 61 Häusern (28 von Pfarrwerfen, 33 von Altenmarkt). 1786 kamen 41 Häuser der Unteren Fritz dazu, 1787 30 weitere Häuser von Pfarrwerfen. Nach der Revolution 1848/49 wurde die Ortsgemeinde geschaffen, 1856 auch die Pfarrei Hüttau eingerichtet.
Im Zuge des Hochwassers in Mitteleuropa ging am 2. Juni 2013 von den Nordhängen des Schroffkoppen eine Mure ab und zerstörte mehrere Häuser am unteren Ende des Trieggrabens. Die Mure verklauste den bereits hochwasserführenden Fritzbach, der dadurch über die Bundesstraße durch den Ort floss, mehrere Autos wegschwemmte, Häuser überflutete und Bewohner darin einschloss. Mehrere Personen wurden verletzt.

### Bevölkerungsentwicklung

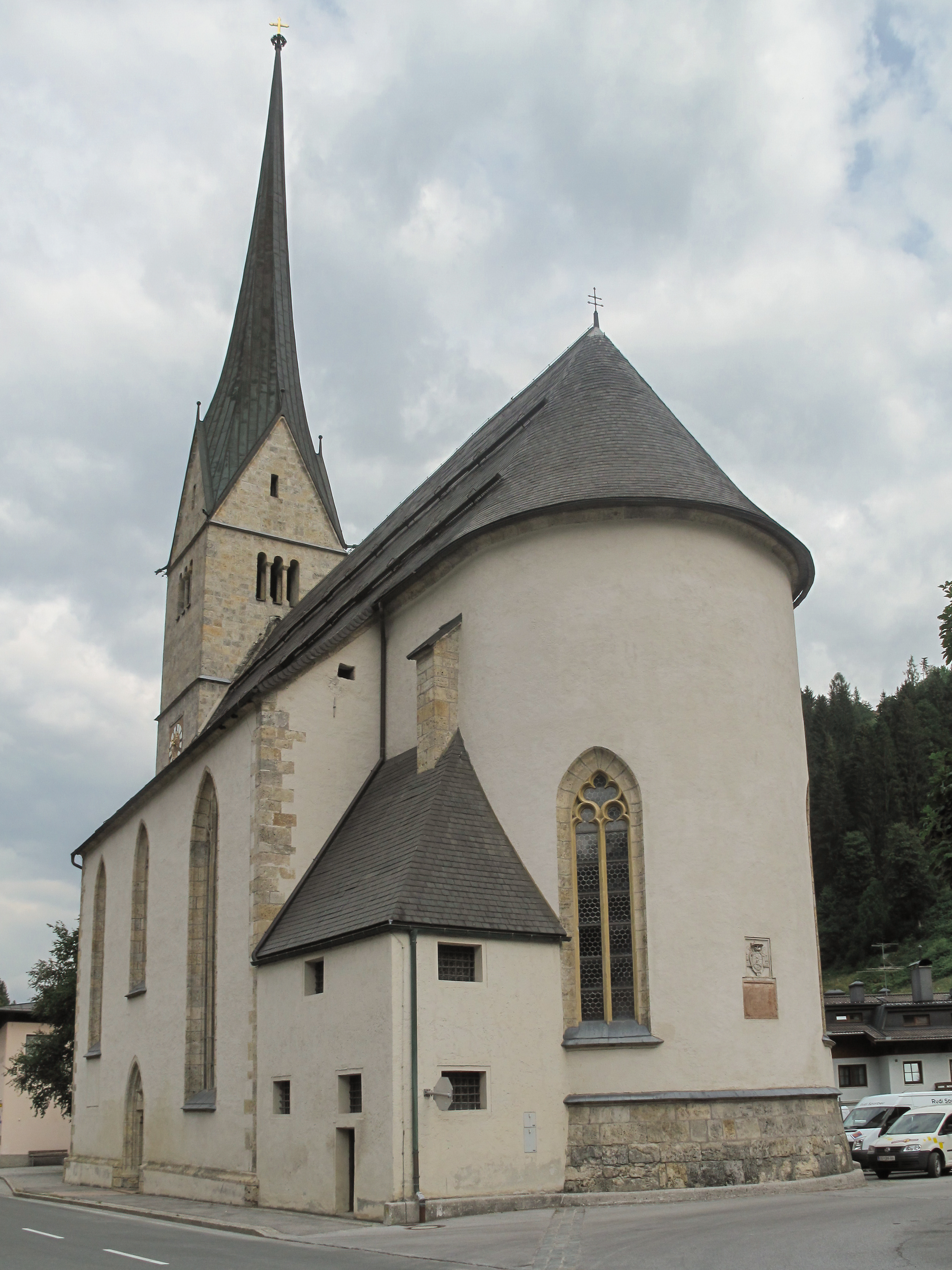
Pfarrkirche Hüttau

## Politik

### Gemeinderat
| Gemeinderatswahl 2024Wahlbeteiligung: 78,9 % 706050403020100 58,9 % (−1,3 %p)41,1 % (+8,3 %p)n. k. % (−7,0 %p) ÖVPPROHNSPÖ20192024 |

Die Gemeindevertretung hat insgesamt 13 Mitglieder.
- Mit den Gemeindevertretungs- und Bürgermeisterwahlen in Salzburg 2004 hatte die Gemeindevertretung folgende Verteilung: 10 ÖVP, und 7 SPÖ.
- Mit den Gemeindevertretungs- und Bürgermeisterwahlen in Salzburg 2009 hatte die Gemeindevertretung folgende Verteilung: 10 ÖVP, 4 Liste PROHN, und 3 SPÖ.[8]
- Mit den Gemeindevertretungs- und Bürgermeisterwahlen in Salzburg 2014 hatte die Gemeindevertretung folgende Verteilung: 10 ÖVP, 4 Liste PROHN, und 3 SPÖ. (17 Mitglieder)[9]
- Mit den Gemeindevertretungs- und Bürgermeisterwahlen in Salzburg 2019 hatte die Gemeindevertretung folgende Verteilung: 8 ÖVP, 4 Liste PROHN, und 1 SPÖ.[10]
- Mit den Gemeindevertretungs- und Bürgermeisterwahlen in Salzburg 2024 hat die Gemeindevertretung folgende Verteilung: 8 ÖVP und 5 Liste PROHN.[11]

### Bürgermeister
- seit 1993 Rupert Bergmüller (ÖVP)[12]

### Wappen
Das Wappen der Gemeinde ist beschrieben:
In grünem Schild, begleitet rechts oben von einer facettierten roten und links oben von einer ebensolchen silbernen Raute, eine rotbedachte Hütte und davor ein gemauerter Schmelzofen, aus dem Flammen schlagen. Alles in seinen natürlichen Farben.

## Kultur und Sehenswürdigkeiten
- Katholische Pfarrkirche Hüttau hl. Leonhard
- Kupferzeche Hüttau und Bergwerkmuseum[13]

## Wirtschaft und Infrastruktur
Wichtige Erwerbszweige sind der Fremdenverkehr, die Holzindustrie und der Landmaschinenhandel.

### Fremdenverkehr
Hüttau ist ein zweisaisonaler Fremdenverkehrsort mit einem höheren Maximum im Februar und einer breiteren Spitze im Sommer. Die Anzahl der Übernachtungen lag zwischen 2011 und 2018 bei jährlich etwa 45.000 Nächtigungen, stieg 2019 auf 59.000 und sank im COVID-Jahr 2020 auf 33.000.

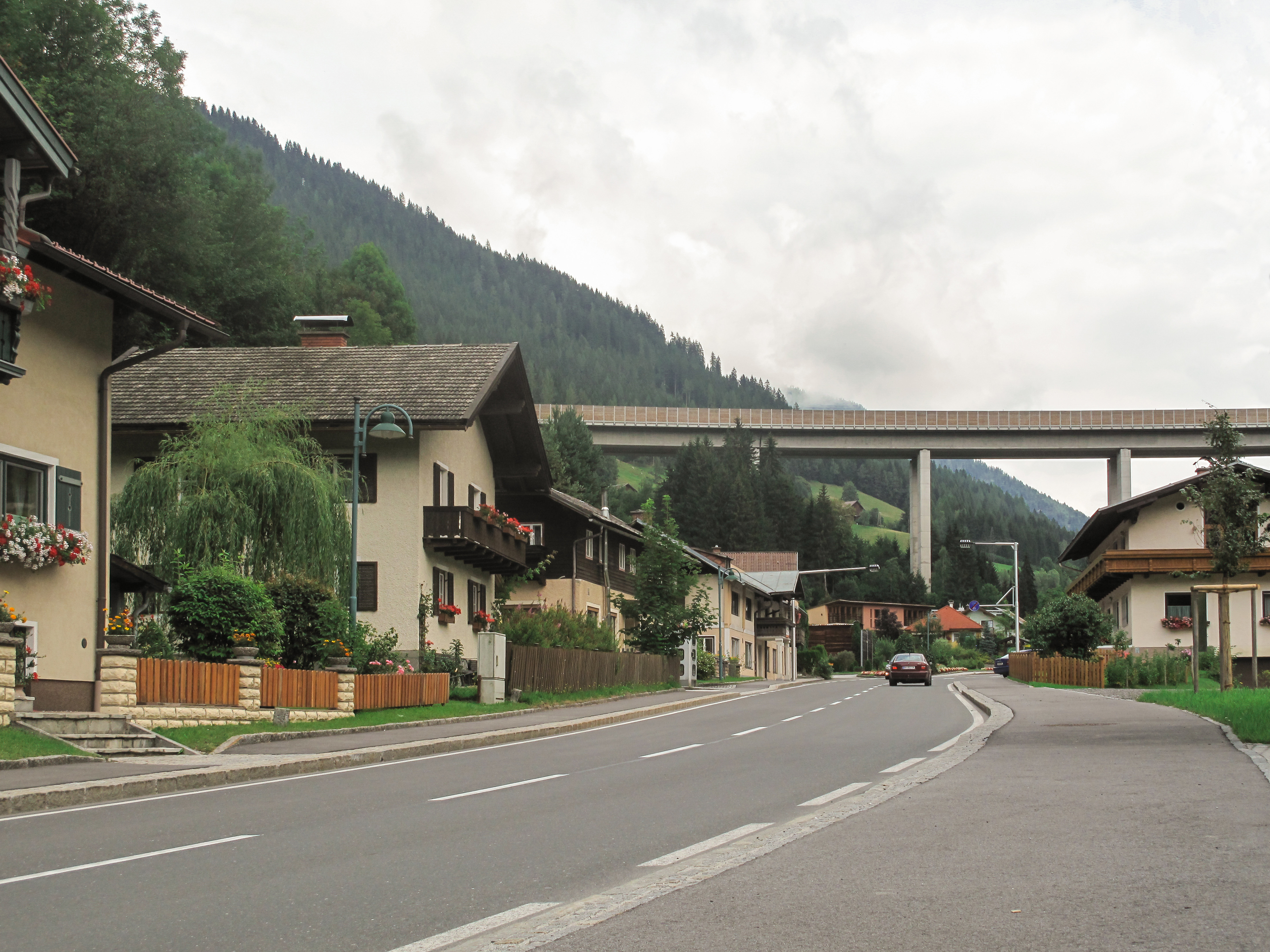
Niederfritz, Überführung

### Verkehr
- Öffentlicher Verkehr: Durch das Gemeindegebiet verläuft die Ennstalbahn, es gibt jedoch keinen Bahnhof. Eine Verbindung nach Bischofshofen stellt die Buslinie 510 her.[16]

- Straße: Anschlussstelle der Tauern Autobahn (A10) ist in Niedernfritz.

## Persönlichkeiten

### Söhne und Töchter der Gemeinde
- Walter Mayer (* 1957), Skilangläufer und Langlauftrainer
- Rupert Brüggler (* 1990), Naturbahnrodler